# Турел
Турел — деревня в Игринском районе Удмуртской республики.

## География
Находится в центральной части Удмуртии на расстоянии приблизительно 20 км на восток по прямой от районного центра поселка Игра.

## История
Известна с 1873 года как деревня Кенминская (Турел, Квардаварь, Седуйлуд) с 44 дворами. В 1905 году (деревня Турел или Касминский) 60 дворов, в 1924 — 30. С 1932 года окончательно устанавливается современное название. До 2021 года входила в состав Зуринского сельского поселения.

## Население
Постоянное население составляло 385 человек (1873 год), 527 (1905), 205 (1924, все удмурты), 30 человек в 2002 году (удмурты 97 %), 27 в 2012.